# Relações entre Granada e Índia
As relações entre Granada e a Índia referem-se às relações internacionais que existem entre Granada e a República da Índia. O Alto Comissariado indiano em Port of Spain, Trinidad e Tobago, é simultaneamente credenciado em Grenada. Granada não tem missão diplomática na Índia.

## História
As relações entre Granada e a Índia datam de meados do século XIX, quando os dois países eram colônias britânicas. Os primeiros índios de Granada chegaram a Irwin's Bay na freguesia de Saint Patrick em 1 de maio de 1857 a bordo do Maidstone. O navio tinha deixado Calcutá em 27 de janeiro de 1857 com  trabalhadores indianos contratados a bordo. Oitenta e seis índios morreram na viagem e apenas 289 chegarão a Granada. Vários navios transportaram trabalhadores contratados da Índia para Granada nas décadas seguintes. O último navio transportando trabalhadores indianos contratados chegou à ilha entre 1881 e 1885. No total, cerca de  foram trazidos para Granada, sem contar os que morreram na viagem. Apenas 15% deles voltaram para a Índia, enquanto o restante permaneceu no país mesmo após o fim do período de noivado em 1890. Esses índios estão na origem da comunidade Indo-Granadino. O primeiro-ministro granadino, Keith Mitchell, visitou a Índia de 26 a 30 de julho de 2006 para conduzir atividades preparatórias para a Copa do Mundo de Críquete de 2007 nas Índias Ocidentais. Ele se encontrou com o primeiro-ministro indiano Manmohan Singh em 29 de julho de 2006.
Uma delegação do Ministério Indiano das Micro, Pequenas e Médias Empresas e da National Small Industries Corporation visitou Grenada no início de 2010 para discutir possibilidades de cooperação na área de pequenas e médias empresas com representantes do governo de Granada.

## Comércio
O comércio bilateral entre Granada e a Índia é limitado pela grande distância entre os dois países e o pequeno tamanho da economia granadina. O comércio entre os dois países somou US$  em 2015-2016, crescendo 40% em relação ao ano anterior. Os principais produtos exportados da Índia para Granada são fármacos, joias, roupas prontas, têxteis e artigos de decoração . A Índia não faz nenhuma importação de Grenada desde 2011-12, quando importou  em máquinas e equipamentos elétricos de Grenada.